# Georg Glatzl
Georg Glatzl (* 19. August 1881 in Altmühldorf; † 19. Juli 1947 ebenda) war ein deutscher Orgelbauer.

## Leben und Wirken
Glatzl lernte bei Willibald Siemann den Orgelbau. Um 1912 machte er sich mit einem eigenen Betrieb St. Gregoriuswerk in Altmühldorf selbständig. Nach dem Ersten Weltkrieg entwickelte sich die Firma zunehmend. In den 1930er Jahren wurden ungefähr 5 Orgeln pro Jahr gebaut. Nach Glatzls Tod führte sein Stiefsohn Max Sax (* 1921) den Betrieb weiter.